# 최창우
최창우(1984년 10월 26일 ~ )는 KBO 리그 전 현대 유니콘스의 선수이다.